# Homa Hills
Homa Hills è un census-designated place degli Stati Uniti d'America, situato nella Contea di Natrona nello stato del Wyoming. Nel censimento del 2000 la popolazione era di 214 abitanti. Appartiene all'area metropolitana di Casper.

## Geografia fisica
Secondo i rilevamenti dell'United States Census Bureau, la località di Homa Hills si estende su una superficie di 22,8 km², tutti occupati da terre.

## Popolazione
Secondo il censimento del 2000, a Homa Hills vivevano 214 persone, ed erano presenti 70 gruppi familiari. La densità di popolazione era di 9,4 ab./km². Nel territorio comunale si trovavano 99 unità edificate. Per quanto riguarda la composizione etnica degli abitanti, il 94,39% era bianco, lo 0,47% proveniva dall'Asia e il 5,14% apparteneva a due o più razze. La popolazione di ogni razza ispanica corrispondeva all'1,87% degli abitanti.
Per quanto riguarda la suddivisione della popolazione in fasce d'età, il 20,6% era al di sotto dei 18, il 12,6% fra i 18 e i 24, il 26,6% fra i 25 e i 44, il 31,3% fra i 45 e i 64, mentre infine l'8,9% era al di sopra dei 65 anni di età. L'età media della popolazione era di 41 anni. Per ogni 100 donne residenti vivevano 98,1 uomini.